# Chile nos Jogos Olímpicos de Inverno de 1960
O Chile competiu nos Jogos Olímpicos de Inverno de 1960 em Squaw Valley, Estados Unidos.